# Tatarbunarské povstání
Tatarbunarské povstání (rumunsky Răscoala de la Tatarbunar) bylo bolševiky inspirované a Sověty podporované rolnické povstání, které se odehrálo ve dnech 15.–18. září 1924 ve městě Tatarbunary v Budžaku (Besarábie), tehdy součásti Rumunska, dnes součásti Oděské oblasti na Ukrajině. Vedl ji prosovětský revoluční výbor, který požadoval vytvoření „Moldavské sovětské republiky“ a ukončení „rumunské okupace“.
Povstání vyvolali a vedli komunisté z celého Dněstru, kteří byli proti vzniku Velkého Rumunska a považovali Moldavany za svébytný národ (později téhož roku byla uvnitř Ukrajinské SSR zřízena Moldavská autonomní sovětská socialistická republika, zhruba odpovídající Podněstří). Tatarbunarské povstání, stejně jako povstání v Chotyni a Benderu, se odehrálo v těch regionech, kde došlo k velmi významným demografickým změnám v důsledku politiky carského Ruska kolonizovat Besarábii velkým počtem Ukrajinců, Rusů a dalších národností. Americký profesor a odborník na moldavskou problematiku Charles King však toto povstání spolu s dalšími podobnými vzpourami v Besarábii spravované Rumunskem považuje za novodobé žakáry.